# Methylviolett
Methylviolett, systematische Bezeichnung nach Colour Index Basic Violet 1 (C.I. 42535) ist ein Triphenylmethanfarbstoff aus der Gruppe der kationischen Farbstoffe. Es handelt sich um eine Mischung von tetra-, penta- und hexamethylierten Pararosanilinen. Methylviolett wurde in Kopierstiften verwendet.
| Strukturformel                              | Strukturformel           | Strukturformel           | Strukturformel                          |
| ------------------------------------------- | ------------------------ | ------------------------ | --------------------------------------- |
| Allgemeine Strukturformel von Methylviolett |                          |                          |                                         |
| Bestandteile                                | R1, R2= H                | R1= H, R2= CH3           | R1, R2= CH3                             |
| Name                                        | Methylviolett 2B         | Methylviolett 6B         | Methylviolett 10B                       |
| Alternativbezeichnungen                     | Tetramethylpararosanilin | Pentamethylpararosanilin | Hexamethylpararosanilin Kristallviolett |
| CAS-Nummer                                  | 84215-49-6               | 603-47-4                 | 548-62-9                                |
| Wikidata                                    | Q27162319                | Q72492415                | Q420705                                 |

In der Literatur wird oftmals die pentamethylierte Hauptkomponente Methylviolett 6B oder die Mischung der tetra- und pentamethylierten Verbindungen mit Methylviolett gleichgesetzt. Die unterschiedlichen Handelssorten von Methylviolett unterscheiden sich durch die Anteile der drei Komponenten. Mit einem zunehmenden Methylierungsgrad verschiebt sich der Farbton zu einem dunkleren Blau; das hexamethylierte Methylviolett 10B (Kristallviolett) weist eine dunklere Nuance als das pentamethylierte Methylviolett 6B auf, das wiederum dunkler ist im Vergleich zu dem tetramethylierten Methylviolett 2B. Für verschiedene Mischungen der drei Komponenten ist auch die Sammelbezeichnung Gentianaviolett (C.I. 42535/42555) gebräuchlich.

## Externe Links zu erwähnten Verbindungen
1. ↑  Externe Identifikatoren von bzw. Datenbank-Links zu Methylviolett 2B:  CAS-Nr.: 84215-49-6, EG-Nr.: 282-455-7, ECHA-InfoCard: 100.074.935, PubChem: 91997555, ChemSpider: 21164086, Wikidata: Q27162319.